# Jan Ozga
Jan Ozga (* 17. April 1956 in Wola Raniżowska, Woiwodschaft Karpatenvorland, Polen) ist Bischof von Doumé-Abong’ Mbang.

## Leben
Der Bischof von Przemyśl, Ignacy Tokarczuk, spendete ihm am 7. Juni 1981 die Priesterweihe.
Papst Johannes Paul II. ernannte ihn am 24. Januar 1997 zum Bischof von Doumé-Abong’ Mbang. Die Bischofsweihe spendete ihm der Erzbischof von Douala, Christian Wiyghan Kardinal Tumi, am 20. April desselben Jahres; Mitkonsekratoren waren Lambertus Johannes van Heygen CSSp, Erzbischof von Bertoua, und Jean Zoa, Erzbischof von Yaoundé. 